# Cavaquinho

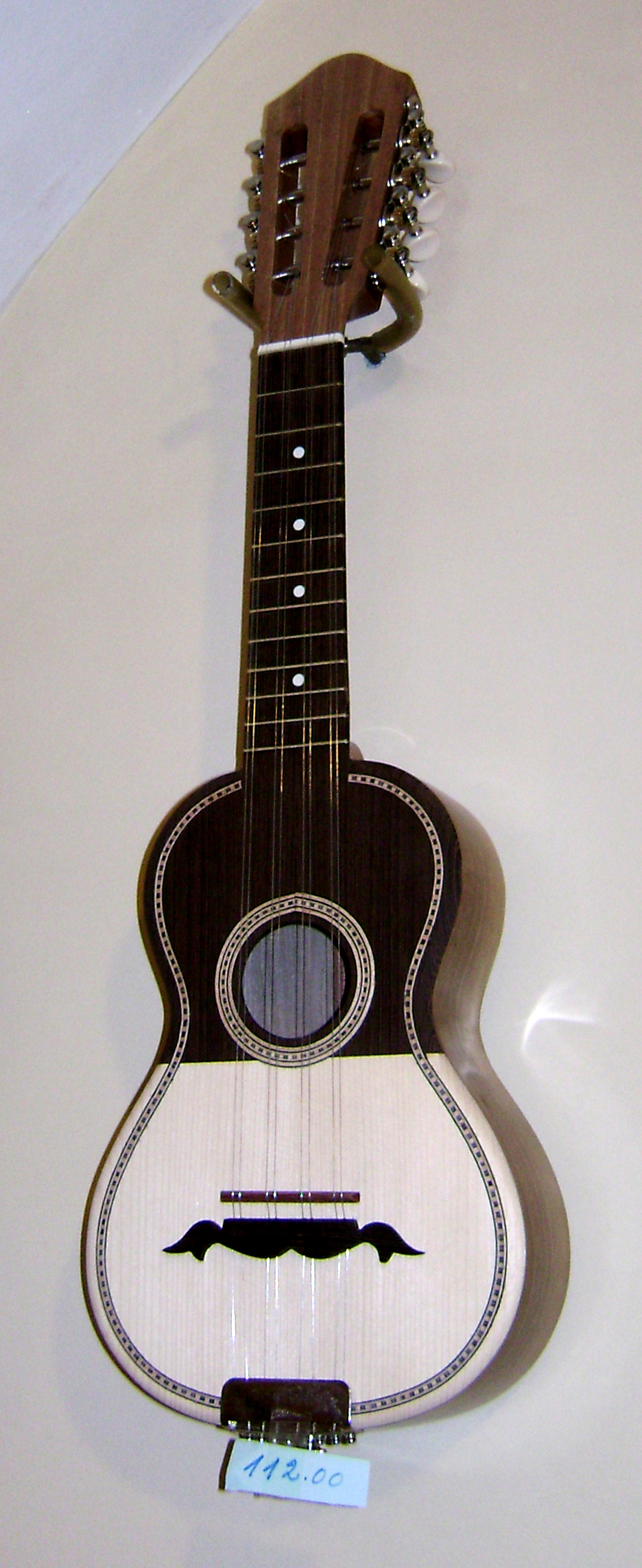
Cavaquinho Minho a 8 corde

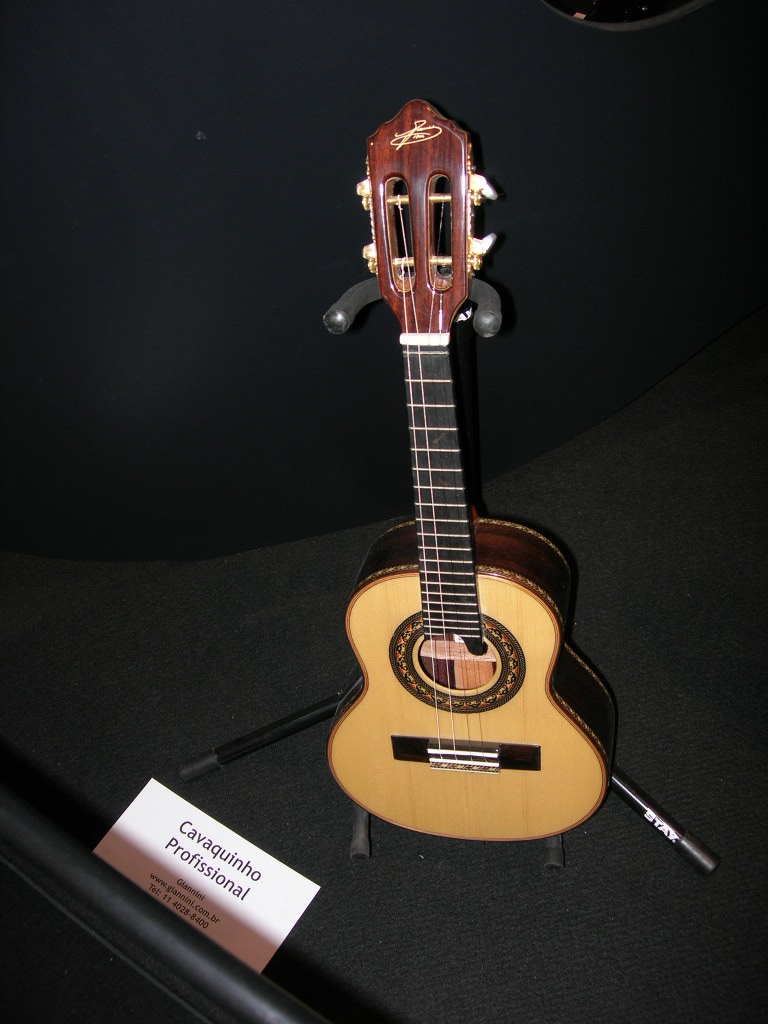
Un esemplare di cavaquinho di tipo brasiliano

Un cavaquinho, cavaco, braguinha, braga, machete, machetinho o machete-de-braga è uno strumento musicale, appartenente alla famiglia dei cordofoni; ha un suono più acuto rispetto a quello di una chitarra. 

## Il cavaquinho in Portogallo
Il cavaquinho minhoto è riconoscibile dal foro, spesso di forma ellittica invece che circolare, e dalla tastiera che si trova allo stesso livello della cassa di risonanza (non rialzata rispetto a quest'ultima), inoltre è dotato di 12 tasti e viene suonato con la tecnica "rasgado" o "rasgueado", ovvero colpendo le corde con le dita della mano destra, senza plettro.
Il cavaquinho di Lisbona e quello di Madeira sono invece strutturalmente più simili al cavaquinho brasiliano, descritto sotto.
Lo strumento è molto popolare in Portogallo e viene impiegato nell'esecuzione di musica popolare di quel paese. Il cavaquinho viene usato come strumento di accompagnamento, ma anche impiegato nelle orchestre di musica folk. Lo strumento ha quattro corde di budello o metalliche accordate (a partire dalla corda col suono più acuto) in re-si-sol-sol, mi-do#-la-la, mi-re-si-sol, re-si-sol-re o, più raramente, in mi-si-sol-re (viene usato per lo più da suonatori di chitarra che non debbono imparare altri accordi). 
Esso è uno strumento fondamentale nella musica popolare portoghese e in particolare nelle formazioni studentesche e popolari chiamate tunas.
Secondo Gonçalo Sampaio, lo strumento proviene dalla città di Braga. In questa città viene impiegata l'accordatura re-la-si-mi.

## Cavaquinho negli altri paesi
Oltre che in Portogallo, viene usato anche a Capo Verde (per esempio nella discografia di Cesaria Evora), in Mozambico e in Brasile.

## Il cavaquinho brasiliano
In Brasile viene utilizzato il cavaquinho brasiliano, con foro circolare e tastiera rialzata rispetto al piano della cassa di risonanza, il manico è dotato generalmente di 17 tasti e lo strumento viene suonato con l'ausilio di un plettro; l'accordatura più diffusa è (a partire dalla corda col suono più acuto) re-si-sol-re (accordatura tradizionale); ma anche l'accordatura "chitarristica" mi-si-sol-re e quella del mandolino mi-la-re-sol (che corrisponde a quella del violino) sono usate, specialmente dai solisti. 
In Brasile il cavaquinho viene impiegato nel samba, suonato insieme ad altri strumenti come chitarra classica, pandeiro, surdo, tamborim e tantã. Attualmente il cavaquinho è uno strumento obbligato nelle sfilate di samba, come quelle tenute a Rio de Janeiro dalle Scuole di samba durante il Carnevale di Rio. Viene anche utilizzato nell'esecuzione di un altro genere musicale popolare, lo choro, assieme al mandolino, al flauto traverso e alla chitarra classica. Waldir Azevedo è il più noto esecutore di choro che ha usato questo strumento. Il suo successore è oggi Roberto Barbosa. Un'altra virtuosa dello strumento è Luciana Rabello, sorella del grande chitarrista brasiliano Raphael Rabello.
Anche il cantante Seu Jorge ha impiegato molto spesso il cavaquinho nella sua discografia.

## Ukulele
Nelle isole Hawaii esiste uno strumento simile, chiamato ukulele, derivato dal cavaquinho, anch'esso a quattro corde e con una forma molto simile, la cui introduzione è dovuta ad emigranti portoghesi intorno al 1879.